# 13 Lichte Brigade

13 Lichte Brigade, voorheen 13 Gemechaniseerde Brigade (13 Mechbrig), is een Nederlandse zelfstandige gevechtseenheid binnen de Koninklijke Landmacht. De hoofdlocatie van de brigade is de Generaal Majoor de Ruyter van Steveninckkazerne in Oirschot.
Naast internationale missies is 13 Lichte Brigade sinds 2011 op nationaal niveau inzetbaar bij crisissituaties in de veiligheidsregio’s in Noord-Brabant, Zeeland, Limburg en de veiligheidsregio's Rotterdam- Rijnmond en Zuid-Holland-Zuid.
Het logo van de brigade is een gele neushoorn tegen een zwarte achtergrond met daaronder het getal 13.

## Geschiedenis
Op 1 september 1946 werd de Eerste Divisie 7 December opgericht. Deze was bedoeld voor inzet in het toenmalige Nederlands-Indië. Een van de onderdelen van deze divisie was de 3e Infanteriebrigade.
Deze 3e Infanteriebrigade werd in 1950 omgedoopt tot 13e Brigade en ingericht als pantserinfanteriebrigade. 13e Brigade werd vervolgens ingedeeld bij de Vierde Divisie, die gelegerd was in de voorste NAVO-linies in Noord-Duitsland. In 1970 vond een reorganisatie plaats waarbij de 13e Brigade weer onderdeel werd van de Eerste Divisie. Begin jaren 90 van de twintigste eeuw vormde de landmacht de brigade om tot een gemechaniseerde brigade.
Met de vervanging in 2014-2015 van de CV90-infanteriegevechtsvoertuigen door Bushmaster-pantserwielvoertuigen en Mercedes Benz 280G CDI-terreinwagens, als aanvulling op de reeds aanwezige Boxer-pantserwielvoertuigen en Fenneks wijzigde de Koninklijke Landmacht de naam eind 2014 in 13 Lichte Brigade. De helft van de CV-90’s wordt aangehouden voor opleiding/training, als logistieke reserve en voor reservedelen.

## Benelux-samenwerking
Op 24 maart 2016 werd een intentieverklaring getekend op de Nederlandse Defensie Academie in Breda om de bestaande samenwerking van de 13 Lichte Brigade uit Oirschot met collega’s van de Belgische Medium Brigade en het Luxemburgse Military Center nog verder uit te breiden en nog nauwer samen te laten werken. De drie partijen bundelen hun krachten onder meer op het gebied van oefeningen, training en onderwijs. Ook wisselen ze kennis uit over doctrines, tactische en technische procedures en "lessons learned" uit operaties. De eenheden werkten overigens al uitgebreid samen, maar dat is nu officieel vastgelegd en gestructureerd in de intentieverklaring. Het doel van het partnerschap is de militaire effectiviteit vergroten en, als dat kan, kosten besparen.

## Eenheden
- 13 Staf en stafcompagnie
- 17 Pantserinfanteriebataljon Garderegiment Fuseliers Prinses Irene bestaande uit een bataljonstaf, drie infanteriecompagnieën en een zware wapenscompagnie met Spike anti-tankwapens en 81mm mortieren
- 42 Pantserinfanteriebataljon Limburgse Jagers bestaande uit een bataljonstaf, drie infanteriecompagnieën en een zware wapenscompagnie met Spike anti-tankwapens en 81mm mortieren
- 42 Brigade Verkennings Eskadron Huzaren van Boreel
- 41 Pantsergeniebataljon bestaande uit een bataljonsstaf, twee pantsergeniecompagnieën en een CBRN verdedigingscompagnie
- 13 Geneeskundige Compagnie
- 13 Herstelcompagnie
- 30 Natresbataljon Korps Nationale Reserve

## Materieel
13 Lichte Brigade heeft de beschikking over de volgende voertuigen en ander materieel:
- bezit grotendeels van de 200 Boxer-pantserwielvoertuigen
- 58 Bushmaster pantserwielvoertuigen
- 97 Fennek-pantserwielvoertuigen
- 88 Mercedes Benz 280G CDI-terreinwagens
- 4 Kodiak doorbraaktanks
- Büffel bergingstank
- Leopard 1-genietank
- Leopard 1-bergingstank
- 4 Brugleggers
- 12 ontsmettingssystemen